# AMW (motorfiets)
AMW is een merk van motorfietsen.
De bedrijfsnaam was: American Motor Works. 
Dit is een motorfietsenfabriek, opgezet door ex-Harley-Davidson werknemers. Men presenteerde de eerste motorfiets, de “Spirit”, in 1995.
De machine was gedeeltelijk opgebouwd uit Harley-onderdelen, maar voorzien van vierklepskoppen.